# Pezinok
Pezinok er en by, beliggende i De Små Karpater i det vestlige Slovakiet, med et indbyggertal (pr. 2006) på ca. 21.000. Byen ligger i regionen Bratislava, ca. 20 kilometer nordøst for landets hovedstad Bratislava. Fra byens amfiteater kan man i klart vejr se Nový Most, VÚB-højhuset og Slovakiets nationalbank i Bratislava.
Pezinoks nabobyer er Limbach mod vest, Modra mod nordøst, Vinosady og Šenkvice mod øst og Viničné mod sydøst.
Ved folketællingen i 2001 var over 96% af Pezinoks indbyggere etniske slovakker, mens godt 1% er etniske tjekker. Religiøst er billedet mere broget, idet ca. 65% er romersk-katolske, godt 21% ikke tilhører nogen religiøs retning og godt 8% er protestanter.

## Bydele
Byen består af to bydele:
- Pezinok, som underinddeles i Sídlisko Sever, Cajla ("Zeil", indlemmet 1947), Sídlisko Muškát og Sídlisko Juh
- Grinava , der fra 1947 til ca. 1990 hed Myslenice, tysk Grünau, blev indlemmet i 1975. I 1944 fik byen en krigsfangelejr for nedskudte amerikanske flyvere.

- Wikimedia Commons har flere filer relateret til Pezinok